# 缅甸跳钩虾属
缅甸跳钩虾属（学名：Myanmarorchestia）是跳钩虾科下的一个属。2016至2017年，中缅联合科考在缅甸维多利亚山高海拔地区采集到了陆生跳钩虾标本。通过形态学和分子数据分析研究，鉴定其为新属。该属的特征为左大颚活动齿具4齿，具有复杂的叶状腮。

## 下属物种
本属包括以下物种：
- Myanmarorchestia nunomurai Nakano & Morino, 2018[3]
- 彼得跳钩虾 Myanmarorchestia peterjaegeri Hou, 2017[1]
- 陆生缅甸跳钩虾 Myanmarorchestia seabri Hou, 2017，以中国科学院东南亚生物多样性研究中心缩写名称CAS-SEABRI命名[1]
- Myanmarorchestia victoria Hou, 2017